# Helvétie (Schiff, 1926)
Die Helvétie ist ein über Schaufelräder angetriebenes Motorschiff auf dem Genfersee, das 1926 von den Gebrüdern Sulzer in Winterthur als Schaufelraddampfer gebaut wurde. Der Name Helvétie ist die französische Entsprechung für Helvetia, eine neulateinische Bezeichnung für die Schweiz.

## Geschichte
Es ist das zweite Schiff auf dem Genfersee, das den Namen Helvétie trägt. 1841 lieferte Ditchburn & Mare den Schaufelraddampfer Helvétie an die Compagnie de l´Helvétie. 1918 wurde der Glattdeckdampfer infolge der sehr hohen Preise für Altmetall als Schrott verkauft und abgebrochen.
Die Helvétie charakterisierte sich durch die ursprüngliche Dreizylinder-Gleichstromdampfmaschine, die heute im Musée du Léman in Nyon ausgestellt ist. Mit einer Länge von 78,5 Meter und einer Breite von 15,9 Meter hat sie aktuell ein Fassungsvermögen von 980 Personen. Das Schiff wurde in den Jahren 1975 und 1977 erstmals umfassend aufgearbeitet, dabei wurde es auf dieselelektrischen Antrieb umgebaut. Dieser Antrieb wurde in gebrauchtem Zustand vom DDSG-Donauschlepper Goliath, ehemals Westmark, übernommen. Wegen dessen Störanfälligkeit wurde das Schiff im Jahre 2002 ausser Betrieb genommen. Derzeit ist es vor dem Olympischen Museum in Lausanne vertäut, wo es um 2012 und 2013 während Bauarbeiten in den Gebäuden des Museums als provisorischer Ausstellungsraum benutzt wurde.

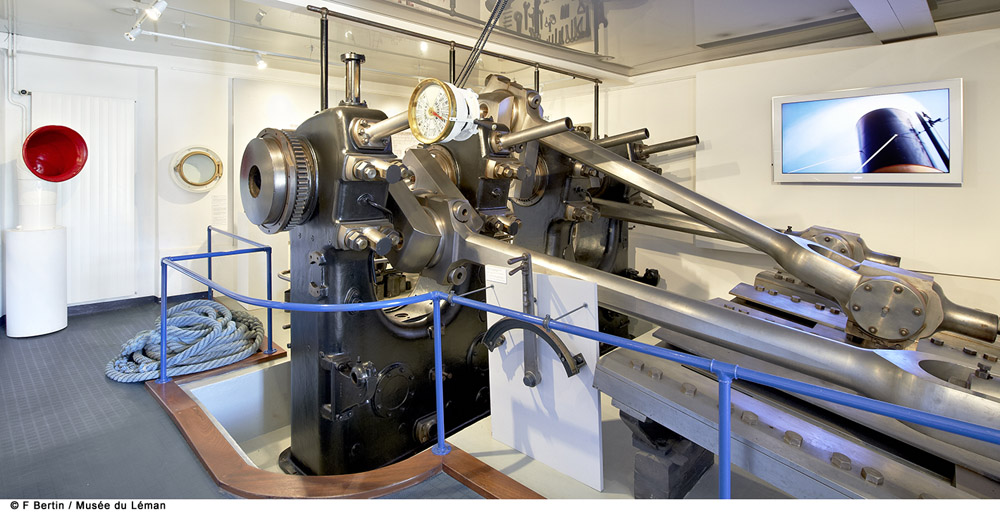
Ursprüngliche Dampfmaschine im Musée du Léman in Nyon

Der Raddampfer ist einer der acht Schaufelraddampfer der Compagnie Générale de Navigation sur le Lac Léman (CGN), die im Jahre 2014 den Europa-Nostra-Preis der Europäischen Union für das Kulturerbe Europas, für die exemplarische Erhaltung der Belle-Époque-Dampferflotte erhalten haben. Diese acht Raddampfer prägen nach wie vor die Personenschifffahrt auf dem gesamten Genfersee massgeblich.

## Fussnoten
1. ↑  Broschüre der Association des Amis des Bateaux à Vapeur du Léman (ABVL), Ausgabe 2015, Seite der M/S Helvétie
2. ↑  www.museeduleman.ch, Musée du Léman, Bateaux à vapeur du service de transport de passagers. Archiviert vom Original; abgerufen am 24. November 2016 (französisch).
3. ↑  www.abvl.ch, Association des amis des bateaux à vapeur du Léman, M/S Helvétie (désarmé) abgerufen am 24. November 2016
4. ↑  ge.ch, französischsprachiger Handelsregister des Kanton Genf, Schreibweise Compagnie Générale de Navigation sur le Lac Léman beim Eintrag von Michel Jeannet (Schiffsrestauration). Archiviert vom Original (nicht mehr online verfügbar) am 30. November 2016; abgerufen am 29. November 2016.  Info: Der Archivlink wurde automatisch eingesetzt und noch nicht geprüft. Bitte prüfe Original- und Archivlink gemäß Anleitung und entferne dann diesen Hinweis.
5. ↑  www.abvl.ch, Communiqué de Press, Europa Nostra, Palmarès 2014 du Prix du patrimoine culturel de l’UE abgerufen am 16. November 2016
6. ↑  www.rts.ch, Radio Télévision Suisse (RTS), Les bateaux Belle Époque de la CGN sont classés, vom 17. Juni 2011 abgerufen am 16. November 2016